# Азаров, Николай Янович

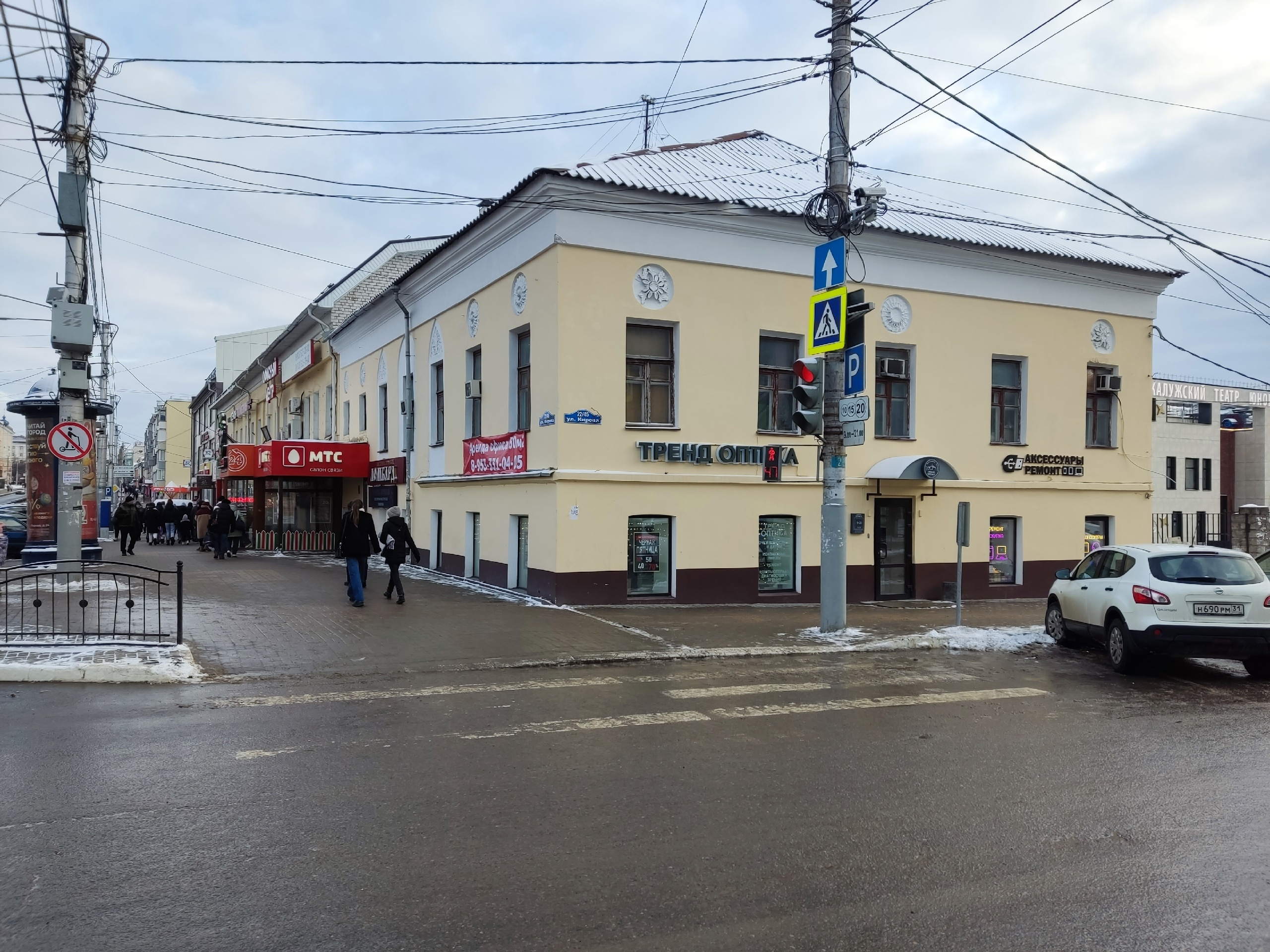
Дом по улице Кирова, 22 в Калуге. Здесь Н. Я. Азаров жил с 1947 по 1966 годы.

Никола́й Я́нович Аза́ров (укр. Микола Янович Азаров; род. 17 декабря 1947, Калуга) — украинский пророссийский политический и государственный деятель. Дважды премьер-министр Украины (2010—2012 и 2012—2014 гг). Отец Алексея Азарова. С 2014 года проживает в России.
Один из основателей, член (1997—2014) и председатель (2001, 2010—2014) «Партии регионов». Народный депутат Украины II, V, VI и VII созывов.
В правительстве Виктора Януковича занимал пост первого вице-премьера и министра финансов Украины (дважды — в 2002—2005 и в 2006—2007 годах), был главой Государственной налоговой администрации Украины в 1996—2002 годах. В декабре 2004 и январе 2005 года был временным исполняющим обязанности премьер-министра Украины.
11 марта 2010, в период президентства Виктора Януковича дважды занимал пост Премьер-министра Украины. Занимал пророссийскую позицию. Первое правительстве под его руководством проработало до 3 декабря 2012 года. Спустя 10 дней после отставки был повторно избран премьер-министром. 21 ноября 2013 года правительство Азарова приостановило подготовку к заключению Соглашения об ассоциации между Украиной и ЕС, что стало поводом для начала Евромайдана. 28 января 2014 года под давлением протестующих Азаров подал в отставку с поста премьер-министра.
В феврале 2014 года бежал в Россию. 28 февраля власти Австрии внесли Николая Азарова в санкционный список. 6 марта 2014 ЕС внёс его в санкционный список и принял решение о заморозке его счётов.
3 июля 2014 года Служба безопасности Украины объявила Николая Азарова в розыск. 12 января 2015 года Азаров был внесён в базу розыска (Red Notice) Интерпола из-за обвинений в отмывании денег и растрате бюджетных средств.
В 2015 году создал в России «Комитет спасения Украины» — марионеточное правительство в изгнании, поддерживаемое правительством РФ.
В 2021 году был заочно арестован в Украине по обвинению в государственной измене.
В начале 2022 года, согласно сообщениям правительств Великобритании и США, сотрудничал с российскими спецслужбами и рассматривался Крёмлем как один из возможных кандидатов на роль президента Украины в случае успеха вторжения России в Украину.
На 2025 год находится под международными санкциями Канады, США и стран ЕС.
Доктор геолого-минералогических наук (1986), профессор (1991). Заслуженный экономист Украины (1997). В марте 2025 года был избран академиком РАН, несмотря на нулевой индекс Хирша.

## Биография
Родился 17 декабря 1947 года в Калуге. Мать Екатерина Павловна Азарова (её мать — Мария Андреевна Сидорова, отец — Павел Павлович Азаров) (1927—2019). Отец Ян Робертович Пахло (его мать — Евгения Васильевна Козлова, отец — Роберт Янович Пахло) (1923—1989) — наполовину эстонец, наполовину русский, родом из Ленинграда, награждён двумя медалями «За отвагу». По словам Азарова, при рождении его «записали на фамилию матери», а девичья фамилия его матери была Азарова.
Окончил школу № 5 в Калуге с серебряной медалью. В 1966 году приехал в Москву поступать на геологический факультет МГУ имени М. В. Ломоносова, который окончил в 1971 году по специальности «РГФ» (геолог-геофизик), был отличником.
С 1971 по 1976 год начальник участка, главный инженер в тресте «Тулашахтоосушение» комбината «Тулауголь».
В 1976—1984 годах — заведующий лабораторией, заведующий отделом Подмосковного научно-исследовательского и проектно-конструкторского угольного института в городе Новомосковске Тульской области.
В 1984 году переехал в Донецк, где до 1995 года заместитель, директор Украинского государственного научно-исследовательского и проектно-конструкторского института горной геологии, геомеханики и маркшейдерского дела. Профессор кафедры геологии ДонНТУ.

## Политическая и государственная деятельность
В 1990 году Азаров рассматривался одним из наиболее вероятных кандидатов на пост первого секретаря Донецкого обкома Компартии Украины (одним из его оппонентов тогда был и Пётр Симоненко).
В том же 1990 году Азаров — делегат XXVIII съезда КПСС, был избран на альтернативной основе. Вошёл в Демократическую платформу КПСС, оппозиционную партийному руководству.
В 1991—1992 годах — участник Движения за возрождение Донбасса.
В 1992—1994 годах — член руководства созданного в Донецке Гражданского конгресса Украины.
В 1993—1994 годах был исполняющим обязанности председателя «Партии труда» (учреждена в Донецке). Член партии, в её руководство он вошёл с самого начала существования, а также выполнял обязанности её главы, когда Валентин Ландык занял должность вице-премьер-министра Украины.
В апреле 1994 года избран народным депутатом Украины II созыва от Петровского избирательного округа Донецка. В 1995—1997 годах был главой Комитета Верховной рады по вопросам бюджета и членом Президиума парламента. Входил в Межрегиональную депутатскую группу, которая поддерживала президента Украины Леонида Кучму. Был одним из трёх наиболее часто выступавших в Раде депутатов.
С 1995 по 1998 год — член валютно-кредитного совета Кабинета министров Украины.
С 1 октября 1996 года по 2002 год также первый глава вновь созданной государственной налоговой администрации Украины; член координационного совета по вопросам финансового сектора; член Национального совета по согласованию деятельности общегосударственных и региональных органов а также местного самоуправления; член Совета национальной безопасности и обороны Украины.
В 1997 году также член Высшего экономического совета президента Украины.
В 1998 году — член комиссии по вопросам регулирования рынка продовольствия, цен и доходов сельскохозяйственных товаропроизводителей.
В 1998 году вновь собрался баллотироваться в парламент по тому же избирательному округу, что и в предыдущий раз, но отказался и снял свою кандидатуру (несмотря на то, что по версии политических аналитиков, реальных конкурентов у Азарова не было, и он мог беспрепятственно пройти в Раду).
В 1999 году — член Координационного комитета по борьбе с коррупцией и организованной преступностью при президенте Украины.
После отставки в декабре 1999 года правительства Валерия Пустовойтенко, Азарова называли в числе вероятных кандидатов на пост премьер-министра. Однако в итоге на должность главы правительства был назначен Виктор Ющенко.
С ноября 2000 года — член президиума Партии регионального возрождения «Трудовая солидарность Украины». 5 марта 2001 года возглавил Партию регионов, а через полгода подал в отставку с этой должности. 19 апреля 2003 года на V съезде партии избран председателем её политсовета.
Возглавлял Государственную налоговую администрацию с момента её создания в октябре 1996 года по ноябрь 2002.
С 26 ноября 2002 по 3 февраля 2005 года — первый вице-премьер-министр Украины и одновременно министр финансов в первом правительстве Виктора Януковича.
Являлся руководителем украинской делегации и рабочей группы по разработке базового документа по созданию Единого экономического пространства в 2003 году.
В конце 2004 — начале 2005 года Азаров, как первый заместитель главы правительства, временно исполнял обязанности премьер-министра Украины (между отпуском, а затем отставкой Виктора Януковича и вступлением в должность Юлии Тимошенко).

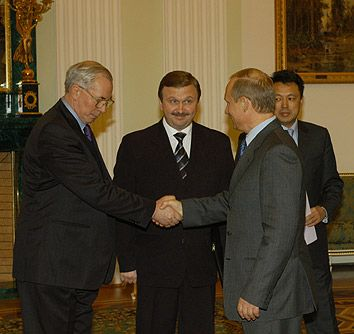
Слева направо: Николай Азаров, заместитель премьер-министра Белоруссии Андрей Кобяков, президент России Владимир Путин, заместитель премьер-министра Казахстана Сауат Мынбаев.

26 марта 2006 года избран в Верховную раду по списку Партии регионов. В июле 2006 года, в преддверии создания Антикризисной коалиции (Партия регионов+Коммунистическая партия Украины+Социалистическая партия Украины), выдвигался на должность спикера, которым тогда был избран Александр Мороз от СПУ.
В августе 2006 года вновь назначен на пост первого вице-премьера Украины во втором правительстве Виктора Януковича, а через несколько месяцев-был назначен министром финансов Украины и был им до прихода Юлии Тимошенко в декабре 2007 года.
6 декабря 2006 года Николай Азаров вручил общественную награду — орден «За возрождение Украины» I степени, учреждённую Украинским Фондом научно-экономического и юридического сотрудничества (основатели: Государственная налоговая администрация Украины и МВД Украины, почётный президент — Николай Азаров, в данное время — частное предприятие) депутату Государственной думы России Константину Затулину.
В 2007 году переизбран в Верховную раду по спискам Партии регионов.
В марте 2009 года стал одним из организаторов Гражданского движения «Новая Украина». Член совета этой организации. 9 июня 2009 года Политсовет Партии регионов назначил Николая Азарова главой избирательного штаба Виктора Януковича, который представлял партию на президентских выборах 2010 года.
Азаров являлся основным автором экономической программы правительств Януковича. По его словам, он является автором 14 бюджетов за годы независимости Украины (выступление в Верховной раде, декабрь 2006 года).
Последовательный сторонник создания Единого экономического пространства с Россией, Казахстаном и Белоруссией.
23 апреля 2010 года на очередном съезде единогласно избран главой Партии регионов.

### Премьер-министр Украины
В марте 2010 года Партия регионов выдвинула Николая Азарова кандидатом на пост премьер-министра Украины. 11 марта он был избран главой правительства. За него проголосовали 242 из 343 присутствовавших в Раде депутатов. Выступая в парламенте, Азаров заявил, что принимает страну в крайне тяжёлом положении:
На прошлой неделе с трибуны Верховной рады я докладывал, в каком критическом состоянии оставляет страну правительство Тимошенко. Если коротко: страна разграблена. Казна государства — пуста, экономический спад продолжается, государственный долг — увеличился в три раза, бюджет на 2010 год — отсутствует. Поэтому нам придётся восстанавливать Украину: каждую отрасль, каждый регион, и систему управления в целом.
После назначения премьером он также заявил, что ощущает себя «первым министром в Кабмине Виктора Януковича».
25 марта 2010 года на встрече с премьер-министром России Владимиром Путиным заявил, что отношения Украины и России могут быть начаты «с чистого листа». Для переговоров с российской стороной украинская делегация привезла ряд новых предложений по экономическому сотрудничеству.
28 апреля 2010 года Азаров заявил, что действия правительства Юлии Тимошенко нанесли ущерб государству в 100 млрд гривен, в связи с чем Тимошенко и должностные лица, работавшие с ней, должны понести уголовную ответственность.
В июле 2010 года Азаров заявил, что правительство Украины ведёт переговоры о создании газотранспортного консорциума между Украиной, Европейским союзом и Россией.

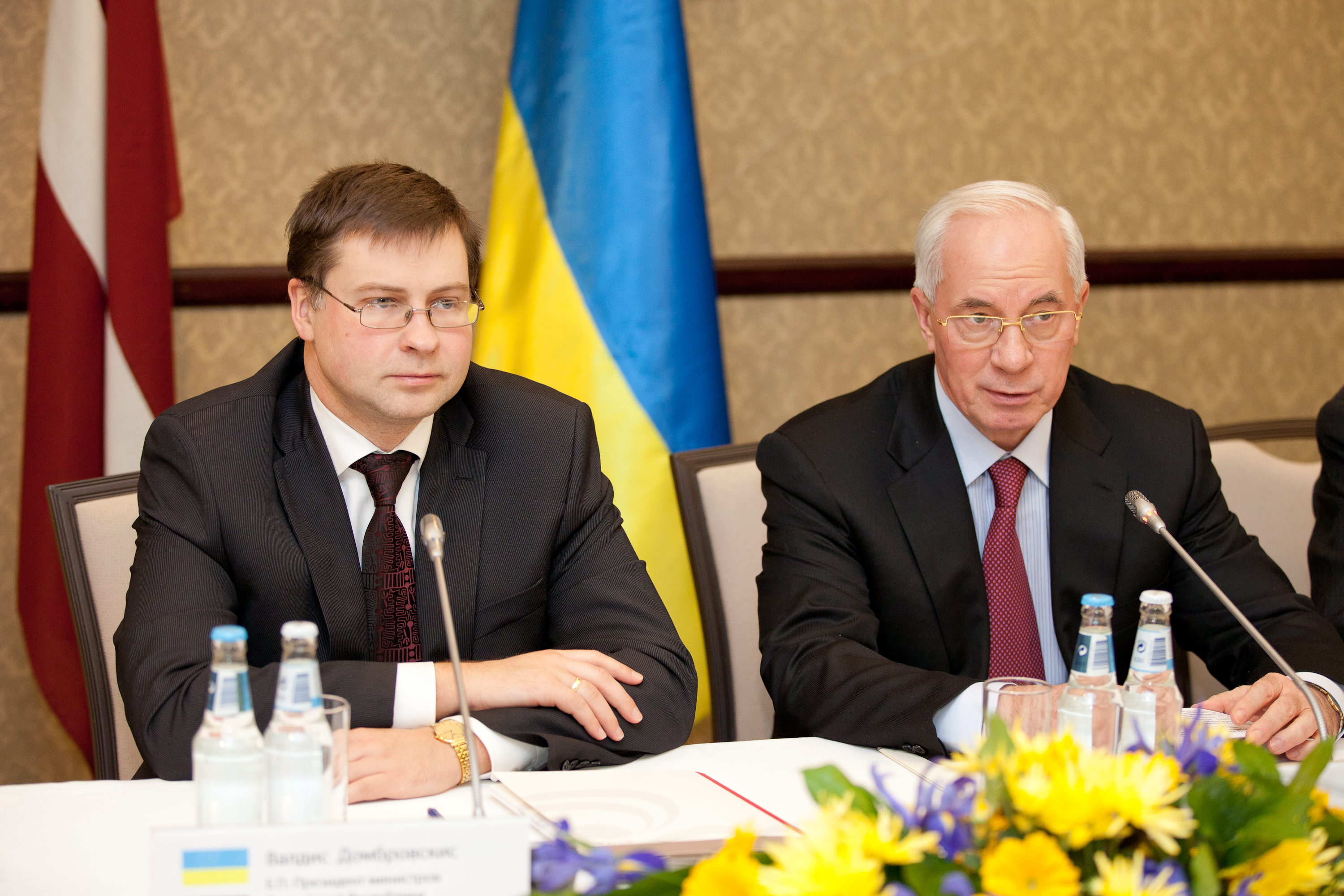
Николай Азаров на встрече с коллегой из Латвии Валдисом Домбровскисом, 10 февраля 2012.

3 декабря 2012 года Николай Азаров подал в отставку в связи с избранием в народные депутаты. После этого Кабинет министров также ушёл в отставку, однако продолжил исполнять обязанности до утверждения нового состава правительства.
9 декабря 2012 года президент Виктор Янукович внёс в новую Верховную раду направление о назначении Николая Азарова на пост премьер-министра Украины. 13 декабря парламент рассмотрел и поддержал эту кандидатуру. В тот же день президент издал указ о назначении Николая Азарова на должность.
В декабре 2012 года действующему главе правительства Николаю Азарову насчитали 33 980 гривен зарплаты, что соответствовало 4 252 долларам в эквиваленте.
21 ноября 2013 года украинское правительство во главе с Николаем Азаровым распорядилось приостановить подготовку к заключению Соглашения об ассоциации между Украиной и ЕС, что стало поводом для начала событий Евромайдана.
Первыми по призыву общественных организаций на площадь Независимости в Киеве вышли по преимуществу молодые люди, студенты, к которым затем присоединились несколько десятков тысяч сторонников евроинтеграции. Массовый характер акции протеста приобрели после 30 ноября, когда бойцы спецподразделения МВД «Беркут» силой разогнали палаточный городок на Майдане. После этого количество протестующих резко возросло, они стали призывать к радикальным действиям. В частности, к середине декабря под контролем Евромайдана уже были здания КГГА и Дома профсоюзов, предпринимались попытки захвата Администрации президента. В центре столицы почти круглые сутки длились бои между «майдановцами» и правоохранителями, в которых погибали люди с обеих сторон. Среди главных требований протестующих была отставка правительства.
На заседании Верховной рады 22 ноября Азаров назвал главными причинами отказа от подписания соглашения кабальные условия, которые Евросоюз и МВФ выставили Украине:
Последней каплей стала позиция МВФ: они выставили условия предоставления кредита, вдумайтесь, в размере погашения кредита самого валютного фонда. И ещё в два раза повысить тарифы на коммунальные услуги для граждан, заморозить заработные платы, пенсии, социальную помощь, а также ряд условий, о которых я даже не говорю.
22 января 2014 года назвал «ультраправых боевиков Евромайдана» террористами, которые должны ответить за свои действия.
28 января 2014 года подал в отставку «с целью создать дополнительные возможности для общественно-политического компромисса». В тот же день президент Украины Виктор Янукович утвердил отставку Азарова.

## После отставки
Через несколько часов после своей отставки Николай Азаров вылетел на частном самолёте в Вену. В элитном районе Вены есть особняк, который принадлежит сыну Азарова. Там же проживает семья экс-премьера. По данным австрийской газеты «Kronen Zeitung», Николай Азаров, прибыв в Австрию, планировал остаться там надолго. Генпрокуратура Украины задокументировала факты выезда Азарова в середине февраля 2014 года на территорию Российской Федерации и дальнейшие его встречи с её руководством, откуда вернулся к намеченному на вторую половину месяца в Харькове съезду депутатов местных советов вместе с сыном. После этого с Виктором Януковичем больше не общался и не встречался.
6 марта 2014 года Евросоюз и Канада объявили, что Николай Азаров и его сын Алексей числятся в списках высокопоставленных украинских чиновников, против которых вводятся финансовые санкции. Семья Азарова до этого переехала в Россию по соображениям безопасности.
4 февраля 2015 года Николай Азаров представил в Москве свою новую книгу «Украина на перепутье». 21 февраля 2015 года в эфире телепрограммы «Право знать» (ТВ Центр) призвал создать «украинское правительство в изгнании».
3 августа 2015 года в гостинице «Украина» в Москве Азаров представил «Комитет спасения Украины», призванный «составить альтернативу украинскому правительству» и «прорвать блокаду киевских и западных СМИ относительно государственного переворота в Украине, его последствий, милитаризации страны, обнищания её населения, героизации нацизма, террора против инакомыслия, цензуры в СМИ, чудовищного разгула коррупции».
20 августа 2015 года Министерство иностранных дел Украины аннулировало дипломатический паспорт Николая Азарова. Согласно сообщению МИДа, он лишился паспорта, так как «…утратил основания для пользования дипломатическим паспортом и не вернул в МИД паспортный документ в предусмотренный законодательством срок».
В январе 2016 года санкции Евросоюза с Николая Азарова и его сына были частично сняты.
В феврале 2016 года председатель Комитета спасения Украины Николай Азаров предложил вернуться к соглашению от 21 февраля 2014 года и возобновить деятельность Верховной рады VII созыва, избранной в 2012 году, поскольку, по его мнению, указ Петра Порошенко от 25 августа 2014 года о роспуске парламента был незаконен, так как Порошенко был избран президентом на незаконных досрочных выборах.
12 апреля Апелляционный суд Киева признал законным арест 2,3 млн гривен на счету Николая Азарова в «Ощадбанке», признав, что накопленные на банковском счёте средства являются предметом, на который могут накладываться ограничения.
16 декабря 2016 года Николай Азаров выступил в Дорогомиловском суде Москвы, который рассматривал иск экс-народного депутата Владимира Олейника о признании событий в Украине в 2014 году государственным переворотом. Экс-премьер заявил, что западные страны грубо вмешивались во внутренние дела Украины во время Евромайдана. Также Азаров сообщил об угрозах в его адрес и в адрес его семьи во время отстранения от власти президента Виктора Януковича, а также о нападениях на него и его близких. По мнению бывшего премьер-министра Украины, США активно поддерживали смену власти на Украине.
7 февраля 2017 года Николай Азаров представил в Москве свою книгу «Уроки майдана. Украина после переворота».
8 ноября 2017 года Николай Азаров презентовал свой первый исторический роман-эпопею в двух книгах «Судьбу не выбирают».

## Уголовное преследование
3 июля 2014 года Служба безопасности Украины объявила Николая Азарова в розыск по подозрению в совершении преступления, предусмотренного ч. 3 ст. 365 Уголовного Кодекса Украины («Превышение власти или служебных полномочий работником правоохранительного органа, повлекшее тяжкие последствия»). До 21 февраля 2014 года по этой статье мог быть привлечён любой государственный чиновник — в частности, по ней была осуждена Юлия Тимошенко. Именно с целью освобождения Тимошенко Верховная рада 21 февраля внесла изменение в данную статью УК, и с того момента её действие стало распространяться только на сотрудников правоохранительных органов.
Интерпол отказался осуществлять розыск бывшего украинского премьера, в МВД Украины заявляют, что Азаров объявлен не в международный, а некий «межгосударственный» розыск.
12 января 2015 года специальная комиссия Международной полицейской организации по запросу украинской стороны объявила Азарова в международный розыск Интерпола. 19 января Печерский районный суд вынес постановление об аресте Азарова, что позволяет требовать его экстрадиции из России.
15 августа 2015 года вместе с Владимиром Олейником и Игорем Марковым стал фигурантом уголовного дела о публичных призывах к захвату власти в стране (часть 3 статьи 109 Уголовного кодекса). Проведением досудебного расследования будет заниматься Главное следственное управление СБУ, а процессуальным руководством — Генпрокуратура.
8 декабря 2016 года временно исполняющий обязанности руководителя Национальной полиции Украины Вадим Троян заявил, что сотрудники полиции обнаружили в Киеве квартиру-склад с ценными вещами, приписываемыми Николаю Азарову. Среди вещей были иконы и старинные религиозные книги, драгоценности и серебряные столовые приборы, оригиналы картин Ильи Репина, Василия Тропинина и Никаса Сафронова. Николай Азаров заявил, что некоторые из найденных вещей действительно могли принадлежать ему, и он будет добиваться их возвращения через суд, если подтвердится их принадлежность.
3 мая 2017 года Интерпол сообщил о том, что Николай Азаров и ряд других чиновников времён президентства Виктора Януковича сняты с международного розыска и дела по ним удалены из базы Международной организации уголовной полиции.
В октябре 2021 года Печерский районный суд Киева заочно арестовал Азарова по обвинению в государственной измене: в частности, к таковой суд отнёс подписание Харьковских соглашений о сроках пребывания Черноморского флота ВМФ России в Крыму.

## Научная деятельность
Доктор геолого-минералогических наук (1986), профессор ДонНТУ (1991). Почётный профессор МГУ имени М. В. Ломоносова (2009).
Член-корреспондент Национальной академии наук Украины (1997), академик Российской академии наук (2025). Азаров стал первым в истории академиком РАН, у которого отсутствуют научные публикации в авторитетных научных журналах и чей индекс Хирша (цитирования) равен 0.
Лауреат Государственной премии Украины в области науки и техники «за разработку и внедрение в институционной системе Украины инновационных организационно-экономических и информационных технологий» (2004).
Автор и соавтор свыше 112 научных трудов, соавтор книг: «Геологические модели золоторудных месторождений Украинского щита и Донбасса», «Всё о налогах».

## Семья
- жена — Людмила Николаевна Азарова (1946 г. р.), преподаватель, заслуженный работник образования Украины[99]. Поженились будучи студентами[27].
  - сын — Алексей Николаевич Азаров (13.07.1971)[100] — украинско-австрийский бизнесмен, по специальности инженер. В 2002—2003 годах Алексей Азаров был советником премьер-министра Виктора Януковича[99]. Основатель и официально до 2012 управляющий австрийской компании «Sustainable Ukraine gemeinnützige Forschung GmbH»[101]
  - невестка — Лилия Эдуардовна Азарова (Фатхулина, 1976 г.рожд.), австрийская издатель и предприниматель (в декларации Азарова-сына от 30.07.2012 представлена как «домохозяйка»[102]). Владеет художественной галереей в венском районе Parkring и 50 % венского элитного журнала «Vienna Deluxe Magazine»[101]
    - внуки: Дарий (2002), Алёна (2007), Николай (2010)[102]
- Мать Екатерина Павловна Азарова. Умерла в 2019 году[23].

## Ранги и чины
- Первый ранг государственного служащего (2002 год)
- Главный государственный советник налоговой службы

## Награды и почётные звания
- Орден князя Ярослава Мудрого V степени (2004 год).
- Орден «За заслуги» I степени (август 2000 года).
- Орден «За заслуги» ІІ степени (5 февраля 1999 года) —  за значительный личный вклад в развитие налоговой службы, обеспечение мобилизации средств в Государственный бюджет Украины[103].
- Орден «За заслуги» ІІІ степени (13 ноября 1996 года) — за значительный личный вклад в законодательное обеспечение бюджетного процесса в Украине, активную общественно-политическую деятельность[104].
- Заслуженный экономист Украины (ноябрь 1997 года).
- Почётная грамота Кабинета Министров Украины (17 декабря 2003 года) — за значительный личный вклад в законодательное обеспечение бюджетного процесса в Украине, активную общественно-политическую деятельность[105].
- Орден Почёта (Россия, 17 декабря 2012 года) — за большой вклад в укрепление и развитие российско-украинских отношений[106].
- Орден Дружбы (Россия, 6 декабря 2007 года) — за большой вклад в развитие торгово-экономических связей между Российской Федерацией и Украиной, укрепление дружбы и сотрудничества между российским и украинским народами[107].
- Кавалер Большого креста ордена Риу-Бранку (Бразилия, 2009 год)[108].
- Офицер ордена Великого князя Литовского Гядиминаса (Литва, 11 апреля 1998 года)[109].
- Премия Ленинского комсомола (1979) — за разработку и внедрение сейсмического метода прогноза нарушенности угольных пластов (на примере Подмосковного угольного бассейна)
- Почётный работник налоговой службы (1998 год).
- Орден Святого Равноапостольного князя Владимира (1998 год).
- Почётный гражданин города-героя Керчи (2004 год).
- Почётный профессор МГУ (2009 год)[110].
- Почётный гражданин Донецкой области (17 декабря 2007 года)[111].
- Орден Святого Гроба Господнего (Иерусалимская православная церковь , 2011 год, не путать с католическим рыцарским орденом)[112].
- Знак отличия Предстоятеля Украинской Православной Церкви (№ 002)[113].

## Критика
Представители оппозиции Украины часто критиковали деятельность Николая Азарова, а также его самого как премьер-министра. Одним из поводов для критики Азарова является его плохое знание государственного украинского языка. В то же время в его личной карточке государственного служащего указано, что украинским языком он владеет свободно. В 2010 году Азаров говорил, что у него не было больших проблем в использовании украинского языка, однако он переходил всегда на русский тогда, когда хотел говорить быстро и доступно.
19 апреля 2013 года лидер Радикальной партии Олег Ляшко потребовал отправить в отставку правительство Николая Азарова: он выступил в Верховной Раде, спародировав манеру Азарова говорить на украинском. Спустя некоторое время на YouTube была опубликована полная версия обращения, которое Ляшко не успел дочитать до конца, поскольку ему выключили микрофон.